# Pieter Huistra
Pieter Egge Huistra (ur. 18 stycznia 1967 w Goëndze) – holenderski piłkarz grający na pozycji napastnika. W reprezentacji Holandii rozegrał 8 meczów. Od 2015 roku jest selekcjonerem reprezentacji Indonezji.

## Kariera klubowa
Karierę piłkarską Huistra rozpoczął w klubie FC Groningen. W 1984 roku awansował do kadry pierwszej drużyny. 5 września 1984 zadebiutował w Eredivisie w przegranym 1:3 domowym meczu z FC Volendam. 3 listopada tamtego roku, w meczu z AZ Alkmaar (1:1), strzelił swojego pierwszego ligowego gola. W Groningen grał do końca sezonu 1985/1986.
W 1986 roku Huistra przeszedł z Groningen do BV Veendam, w którym swój debiut zanotował 20 sierpnia 1986 w zremisowanym 0:0 wyjazdowym meczu z HFC Haarlem. Piłkarzem Veendam był przez jeden sezon.
W 1987 roku Huistra ponownie zmienił klub i został zawodnikiem FC Twente. W nim zadebiutował 16 sierpnia 1987 w meczu z Dordrechtem (1:4). W Twente występował do lata 1990 roku.
W 1990 roku Huistra został piłkarzem szkockiego klubu Rangers. W szkockiej Premier League zadebiutował 25 sierpnia 1990 w zwycięskim 3:1 domowym meczu z Dunfermline Athletic. W Rangers przez 4,5 roku grał w podstawowym składzie. W tym okresie pięciokrotnie wywalczył mistrzostwo kraju (1991, 1992, 1993, 1994, 1995), dwukrotnie Puchar Szkocji (1992, 1993) i trzykrotnie Puchar Ligi Szkockiej (1991, 1993, 1994).
W 1995 roku Huistra wyjechał do Japonii i przez 2 lata grał w klubie tamtejszej J-League, Sanfrecce Hiroszima. Na początku 1997 roku wrócił do Groningen, a latem tamtego roku odszedł do belgijskiego Lierse SK. W 1999 roku zdobył z Lierse Puchar i Superpuchar Belgii. Karierę kończył w 2001 roku jako gracz RBC Roosendaal, w którym jednak nie rozegrał żadnego spotkania.
| Sezon   | Klub                | Kraj     | Rozgrywki      | Mecze | Bramki |
| ------- | ------------------- | -------- | -------------- | ----- | ------ |
| 1984/85 | FC Groningen        | Holandia | Eredivisie     | 10    | 1      |
| 1985/86 | FC Groningen        | Holandia | Eredivisie     | 7     | 0      |
| 1986/87 | BV Veendam          | Holandia | Eredivisie     | 33    | 5      |
| 1987/88 | FC Twente           | Holandia | Eredivisie     | 34    | 8      |
| 1988/89 | FC Twente           | Holandia | Eredivisie     | 34    | 6      |
| 1989/90 | FC Twente           | Holandia | Eredivisie     | 25    | 3      |
| 1990/91 | Rangers             | Szkocja  | Premier League | 27    | 4      |
| 1991/92 | Rangers             | Szkocja  | Premier League | 32    | 5      |
| 1992/93 | Rangers             | Szkocja  | Premier League | 30    | 4      |
| 1993/94 | Rangers             | Szkocja  | Premier League | 21    | 6      |
| 1994/95 | Rangers             | Szkocja  | Premier League | 15    | 3      |
| 1995    | Sanfrecce Hiroszima | Japonia  | J-League       | 35    | 6      |
| 1996    | Sanfrecce Hiroszima | Japonia  | J-League       | 28    | 7      |
| 1996/97 | FC Groningen        | Holandia | Eredivisie     | 9     | 2      |
| 1997/98 | Lierse SK           | Belgia   | Eerste Klasse  | 32    | 11     |
| 1998/99 | Lierse SK           | Belgia   | Eerste Klasse  | 22    | 0      |
| 1999/00 | Lierse SK           | Belgia   | Eerste Klasse  | 0     | 0      |
| 2000/01 | RBC Roosendaal      | Holandia | Eredivisie     | 0     | 0      |

## Kariera reprezentacyjna
W reprezentacji Holandii Huistra zadebiutował 16 listopada 1988 roku w przegranym 0:1 towarzyskim spotkaniu z Włochami. Od 1988 do 1991 roku wystąpił w kadrze narodowej 8 razy.
| Mecze i gole w reprezentacji | Mecze i gole w reprezentacji | Mecze i gole w reprezentacji | Mecze i gole w reprezentacji | Mecze i gole w reprezentacji | Mecze i gole w reprezentacji | Mecze i gole w reprezentacji |
| #                            | Data                         | Stadion                      | Rywal                        | Wynik                        | Gol                          | Rozgrywki                    |
| 1988                         | 1988                         | 1988                         | 1988                         | 1988                         | 1988                         | 1988                         |
| ---------------------------- | ---------------------------- | ---------------------------- | ---------------------------- | ---------------------------- | ---------------------------- | ---------------------------- |
| 1.                           | 16.11.1988                   | Rzym, Włochy                 | Włochy                       | 0:1                          | 0                            | towarzyski                   |
| 1989                         |                              |                              |                              |                              |                              |                              |
| 2.                           | 04.01.1989                   | Ramat Gan, Izrael            | Izrael                       | 2:0                          | 0                            | towarzyski                   |
| 3.                           | 22.03.1989                   | Eindhoven, Holandia          | ZSRR                         | 2:0                          | 0                            | towarzyski                   |
| 4.                           | 26.04.1989                   | Rotterdam, Holandia          | RFN                          | 1:1                          | 0                            | el. MŚ 1990                  |
| 5.                           | 31.05.1989                   | Helsinki, Finlandia          | Finlandia                    | 1:1                          | 0                            | el. MŚ 1990                  |
| 1991                         |                              |                              |                              |                              |                              |                              |
| 6.                           | 17.04.1991                   | Rotterdam, Holandia          | Finlandia                    | 2:0                          | 0                            | el. ME 1992                  |
| 7.                           | 05.06.1991                   | Helsinki, Finlandia          | Finlandia                    | 1:1                          | 0                            | el. ME 1992                  |
| 8.                           | 11.09.1991                   | Eindhoven, Holandia          | Polska                       | 1:1                          | 0                            | towarzyski                   |

## Kariera trenerska
Po zakończeniu kariery piłkarskiej Huistra został trenerem. W latach 2001–2004 był trenerem młodzieży w FC Groningen. 1 lipca 2005 został mianowany asystentem Aada de Mosa w SBV Vitesse. Następnie w latach 2008–2009 był asystentem w Ajaksie Amsterdam, a w sezonie 2009/2010 prowadził rezerwy tego klubu. Latem 2010 został pierwszym trenerem Groningen.